# Tati Gabrielle
Tatiana Gabrielle Hobson (San Francisco, 1996. január 25. –) amerikai színésznő.

## Élete
Tatiana Gabrielle Hobson, ismertebb nevén Tati Gabrielle 1996. január 25-én született a kaliforniai San Franciscóban. Ő a dél-koreai származású Traci Hewitt Hobson három gyermekének egyike, akit egy afroamerikai család fogadott örökbe. Az afroamerikai Terry Hobson az apja. Tati harmadik osztályos korában kezdett el színészkedni. Először a Lemony Snicket: A balszerencse áradása című filmben szerepelt, és a címszereplőt alakította. Középiskolás korában jelentkezett az Oakland School for the Arts meghallgatására, és felvételt nyert a színházi programjukba. Számos produkcióban játszott és rendezett, és több díjat nyert munkájáért különböző színházi fesztiválokon, köztük a skóciai Edinburgh Festival Fringe-en. Az Oakland School for the Arts-ban végzett 3,7-es átlaggal. A középiskola után Atlantába költözött. Tanulmányait a Spelman College-en folytatta, ahol dráma és francia szakon tanult.

## Filmográfia
| Év              | Magyar cím                      | Eredeti cím                    | Szerep               | Megjegyzés                               |
| --------------- | ------------------------------- | ------------------------------ | -------------------- | ---------------------------------------- |
| 2014            |                                 | To Stay the Sword              | Keating              | rövidfilm; Tatiana Hobson néven          |
| 2015            |                                 | Tatterdemalion                 |                      | rövidfilm; Tatiana Hobson néven          |
| 2016            |                                 | Just Jenna                     | Monique              | tévéfilm; Tatiana Hobson néven           |
| 2016            | K.C., a tinikém                 | K.C. Undercover                | Wackie Jackie        | Epizód: "Tightrope of Doom"              |
| 2016            | A Thunderman család             | The Thundermans                | Hacksaw              | Epizód: "Stealing Home"                  |
| 2017–20         | A visszatérők                   | The 100                        | Gaia                 | visszatérő szerep, 23 epizód (4-7. évad) |
| 2017            | A 404-es dimenzió               | Dimension 404                  | Amanda nővére        | Epizód: "Bob"                            |
| 2017            | Az Emoji-film                   | The Emoji Movie                | Addie (hangja)       | Film                                     |
| 2017            | Hátborzongató                   | Freakish                       | Birdie               | 4 epizód                                 |
| 2017            | Tarantula                       | Tarantula                      | (hang)               | 4 epizód                                 |
| 2018–20         | Sabrina hátborzongató kalandjai | Chilling Adventures of Sabrina | Prudence Blackwood   | főszerep                                 |
| 2020–napjainkig | A bagolyház                     | The Owl House                  | Willow Park (hangja) | visszatérő szerep (1-2. évad)            |
| 2021–napjainkig | Te                              | You                            | Marienne Bellamy     | főszerep (3. évad - napjainkig)          |
| 2022            | Uncharted                       | Uncharted                      | Jo Braddock          | Film                                     |
| 2023            | Kaleidoszkóp                    | Kaleidoscope                   | Hannah Kim           | főszerep, sorozat                        |